# Joseph Hertogs
Joseph Hertogs, soms gespeld als Jozef Hertogs (Antwerpen, 27 augustus 1861 - aldaar, 27 februari 1930) was een Belgische bouwmeester. Hij wordt beschouwd als een van de succesvolste Antwerpse bouwmeesters. 
Tijdens zijn loopbaan ontwierp hij ongeveer vijfhonderd woningen en openbare gebouwen in de regio Antwerpen en had een grote invloed op het Antwerpse stadsgezicht. Zijn oeuvre omvat zowel herenhuizen voor de burgerij, gebouwen met een religieuze functie, als kantoor-, winkel- en bedrijfspanden voor commerciële opdrachtgevers. Hij ontwierp onder meer het Hansahuis, Museum Mayer van den Bergh, Grands Magasins Leonhard Tietz, de Vlaamse Evangelische kerk en het Helvetiahuis.
Naast het ontwerpen van nieuwe gebouwen, hield Hertogs zich ook bezig met de restauratie en verbouwingen van bestaande panden, waaronder het Osterriethhuis, Kasteel Zwarte Arend en het Kasteel van Brasschaat.

## Jeugd en opleiding
Hertogs werd op 27 augustus 1861 geboren in Antwerpen. Hij was de zoon van Cornelius Hertogs en Pauline Parteau. Zijn vader was koster van de Antwerpse Onze-Lieve-Vrouwekathedraal.
In 1878 startte hij met een opleiding aan de Koninklijke Academie voor Schone Kunsten in Antwerpen waar hij leerling was van onder anderen Pieter Dens. In 1880 won hij de driejaarlijkse wedstrijd van de Koninklijke Maatschappij der Bouwmeesters van Antwerpen. Tijdens zijn opleiding volgde hij een stage bij de Antwerpse architect Frans Baeckelmans die onder meer het Stuivenberggasthuis ontwierp. In 1885 rondde Hertogs zijn opleiding af. Datzelfde jaar trouwde hij op 3 oktober met Maria Catharine Philippina Kreitz.

## Loopbaan

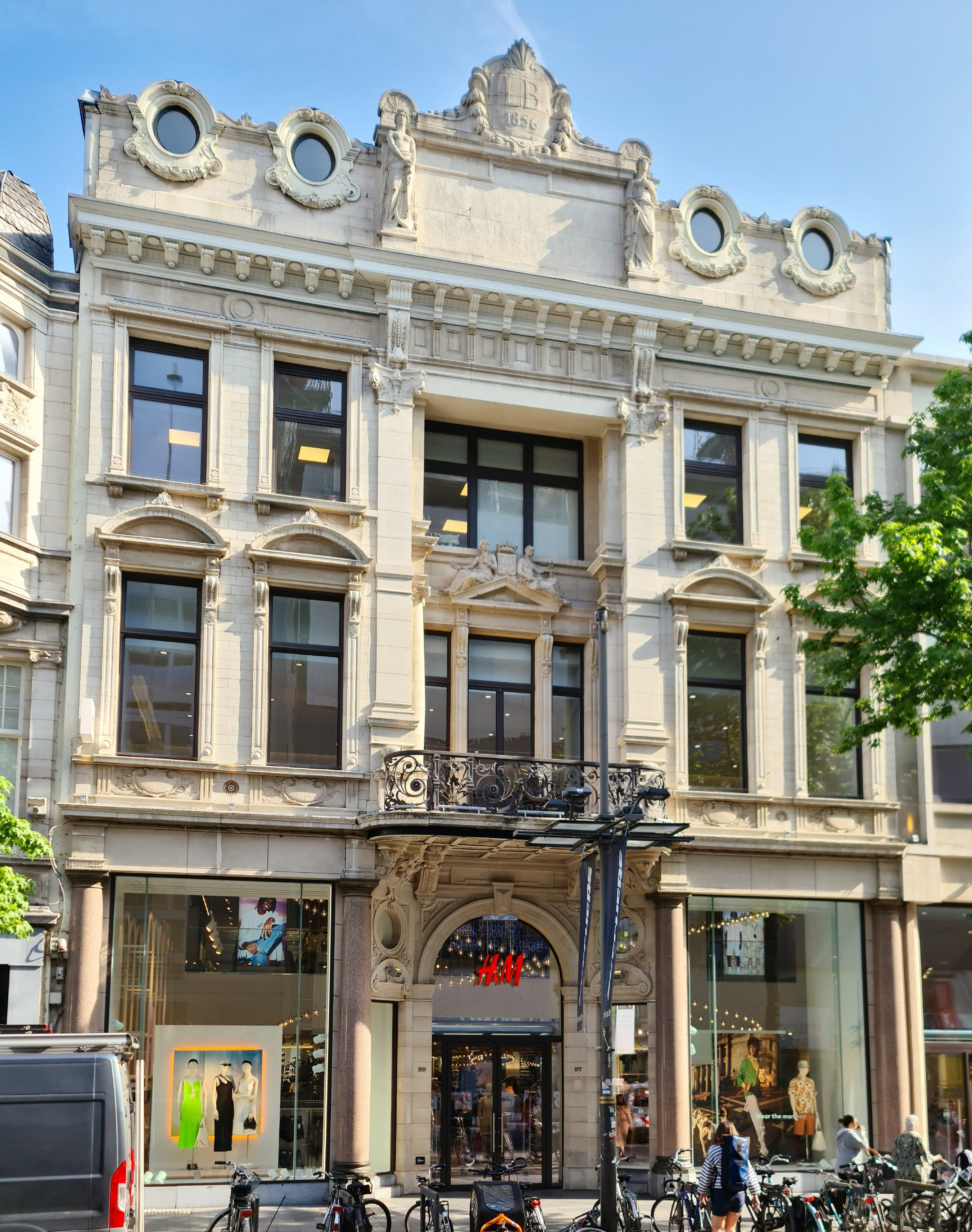
Kantoorgebouw Le Lloyd Belge (1895), Meir 89-95, Antwerpen

In het begin van de jaren negentig van de negentiende eeuw werkte Hertogs aan het finaliseren van het ontwerp van de Hollandse Synagoge, een synagoge voor de joodse gemeente Shomre Hadass, in de Bouwmeesterstraat in Antwerpen. Het oorspronkelijke ontwerp werd grotendeels gemaakt door architect Ernest Storidau die voor het afronden van het ontwerp naar Luxemburg was verhuisd. De synagoge werd op 7 september 1893 ingewijd.

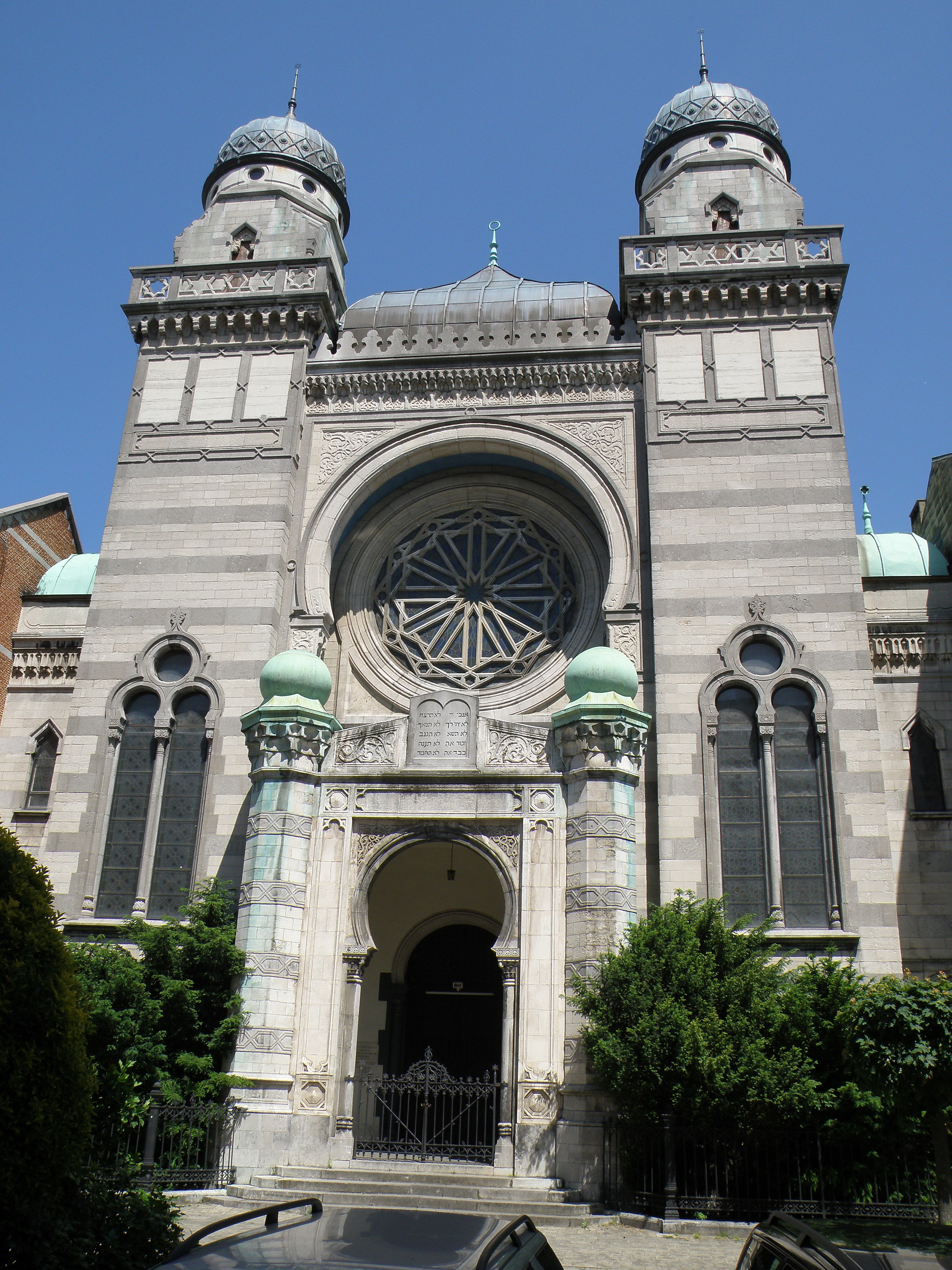
Hollandse synagoge (1893), Bouwmeesterstraat 5, Antwerpen

In dezelfde periode werkte Hertogs aan het ontwerp van de naast elkaar gelegen Christuskirche van de Duitse evangelische gemeente en het kerkgebouw van de Vlaamse Evangelische kerk in de Bexstraat in Antwerpen.
Hertogs ontwierp tijdens zijn carrière meerdere grote winkelpanden, bank- en kantoorgebouwen op de Meir in Antwerpen. Het eerste grote project van Hertogs in deze straat was het monumentale kantoorgebouw met drie verdiepingen van Le Lloyd Belge aan de Meir 89-95 dat in 1894 werd voltooid. Daarna volgden onder andere de winkelpanden De Roose en Het Peerd in de Wieg (1895) en warenhuis Grands Magasins Leonhard Tietz (1901). In 1894-1895 was Hertogs betrokken bij de verbouwing, verfraaiing en uitbreiding van het aan de Meir 85 gelegen zestiende-eeuwse Osterriethhuis. De in 1895 toegevoegde gebrandschilderde glazen bovenlichten zijn wellicht ook van zijn hand.
Vanaf 1898 had Hertogs een architectenkantoor gevestigd aan de Van Schoonbekestraat 3 in Antwerpen. Het kantoor vormde een geheel met twee aangrenzende burgerhuizen, waar Hertogs er zelf een van bewoonde, op de hoek van de Van Schoonbekestraat en de Mechelsesteenweg.

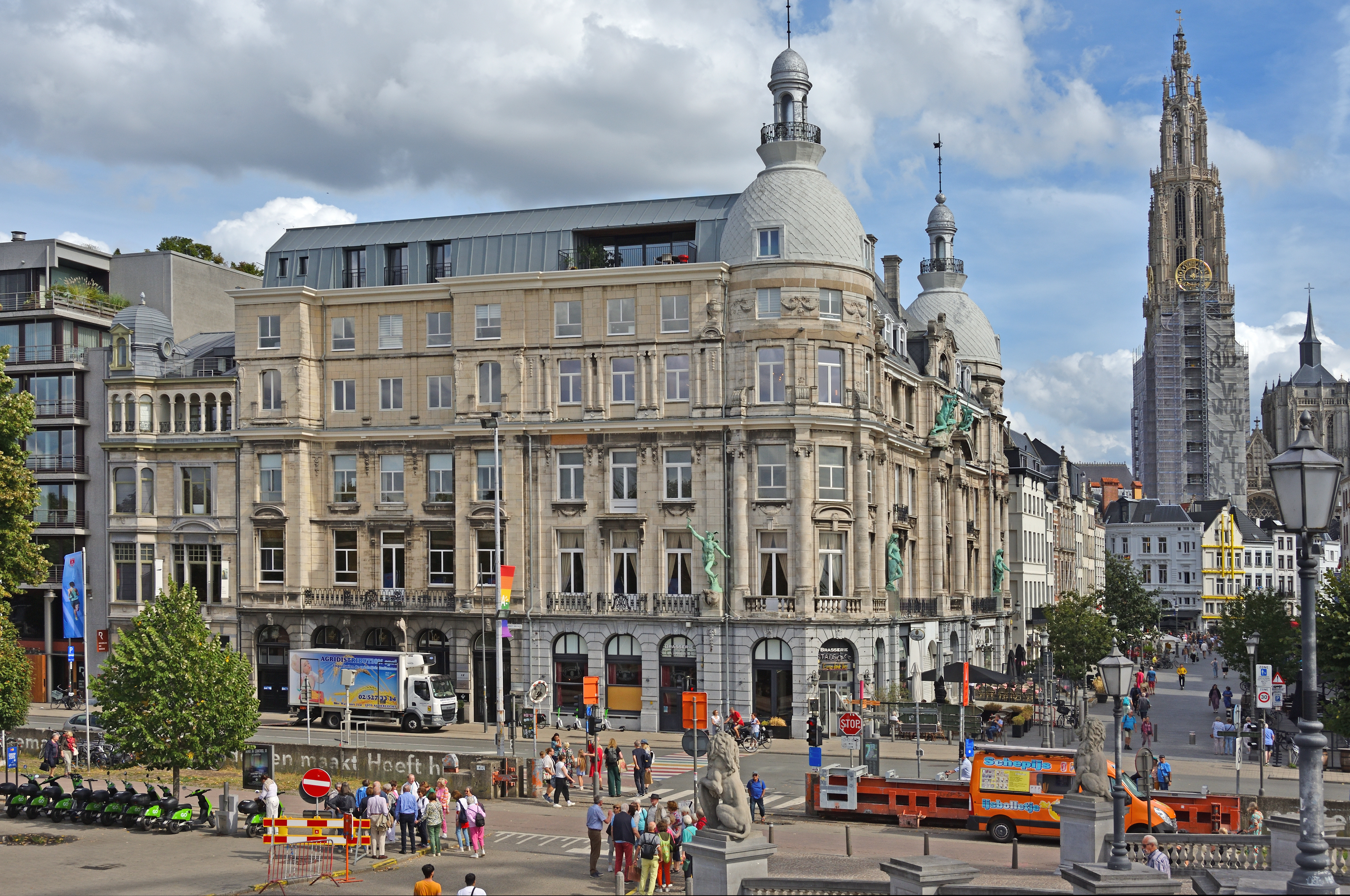
Hansahuis (1901)

Kort voor de eeuwwisseling ontwierp Hertogs een monumentaal gebouwencomplex in Antwerpen dat gesitueerd is op de hoek van de Ernest Van Dijckkaai, Suikerrui en de Kaasstraat. De start van de bouw begon in 1897 met kantoorgebouw Mallinckrodt in opdracht van zakenman Wilhelm Arnold von Mallinckrodt. In 1900 werd het complex verder uitgebreid met een pakhuis in de Kaasstraat. In 1901 ontwierp Hertogs het Hansahuis, dat het laatste deel van het gebouwencomplex vormde. Het Hansahuis bevatte drie winkels, twee cafés en diverse kantoorruimtes. Het gebouw diende als vervanging voor het Oostershuis dat in 1893 was afgebrand. Voor de bouw van het gebouwencomplex werden twaalf huizen afgebroken en verdween er een straat. In ruil daarvoor werd de Suikerrui verbreed waardoor er een ruimere blik op de Onze-Lieve-Vrouwekathedraal ontstond. Het Hansahuis werd op 10 mei 1903 ingehuldigd en wordt beschouwd als een van de hoogtepunten uit het oeuvre van Hertogs.
In 1905 maakte Hertogs in opdracht van bankier Edouard Thys-Cateaux het ontwerp voor een herenhuis in beaux-artsstijl aan de Belgiëlei 91 in Antwerpen. Dit herenhuis werd in 1937 verbouwd tot Museum Ridder Smidt van Gelder. Later was Hertogs ook betrokken bij de verbouwing van het Kasteel van Brasschaat dat tevens eigendom was van het echtpaar Thys-Cateaux.
In 1906 werd Hertogs benoemd tot ridder in de Leopoldsorde. Naar aanleiding hiervan werd een groot banket georganiseerd waar een honderdtal personen bij aanwezig waren.

Naast zijn werk als zelfstandig architect was hij van 1907 tot en met zijn dood in 1930 huisarchitect van Société d’Electricité de l'Escaut. Mogelijk is hij de ontwerper van enkele elektriciteitscabines die in de jaren 1920 en 1930 in Antwerpen werden geplaatst om te kunnen voldoen aan de groeiende vraag naar elektriciteit.

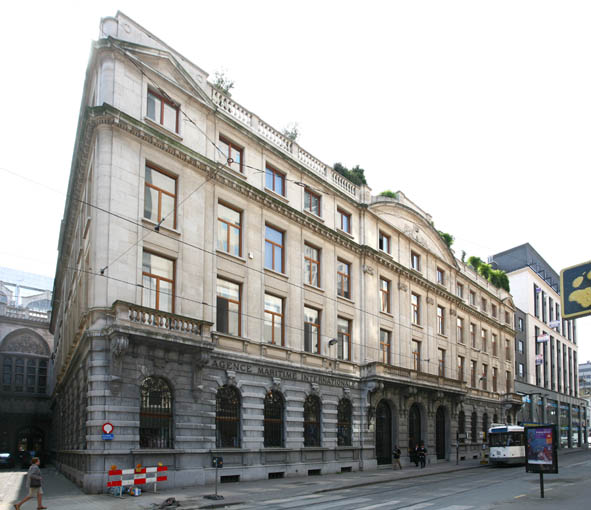
Kantoorgebouw Agence Maritime Internationale (1928-1929), Sint-Katelijnevest 61, Antwerpen

In 1913 werkte Hertogs samen met Max Winders voor het ontwerp van het bankgebouw Banque Centrale Anversoise aan de Lange Gasthuisstraat. Een jaar later brak de Eerste Wereldoorlog uit lag de bouw van nieuwe panden nagenoeg stil. Enkele jaren later, in 1919 en 1920, ontwierp Hertogs opnieuw enkele panden op de Meir, waaronder Tearoom Blumer (1919) en het bankgebouw van de London County Westminster & Parr's Bank Limited (1919-1920).
In 1927 ontwierp Hertogs de cottagevilla Brijs, dat een van zijn laatste zelfstandige projecten was. Daarna startte hij eind jaren twintig een samenwerking met de architect Gerard De Ridder, die hem na zijn dood in 1930 zou opvolgen. Samen waren zij verantwoordelijk voor de ontwerpen van onder meer de Arenbergschouwburg (1928), het bankgebouw van Lazard Brothers & Co Ltd. (1928), de uitbreiding van de elektriciteitscentrale van de Compagnie Électrique Anversoise (1929) en het kantoorgebouw van Agence Maritime Internationale (1928-1929).

### Overlijden
Hertogs overleed op 68-jarige leeftijd op 27 februari 1930 in Antwerpen. Hij werd begraven op Schoonselhof. Na Hertogs' overlijden zette De Ridder het bureau enkele jaren onder beide namen voort.

## Eerbetonen
In het Antwerpse district Wilrijk werd in 1978 de Jozef Hertogslaan naar hem vernoemd.

## Werken (selectie)

### Gebedsgebouwen
- Hollandse Synagoge (1892-1893), Bouwmeesterstraat 7, Antwerpen (in samenwerking met Ernest Stordiau)
- Christuskirche (1892-1893), Bexstraat 9-11, Antwerpen (gesloopt in 1979)[18]
- Vlaamse Evangelische kerk (1892-1893), Bexstraat 13, Antwerpen

### Openbare gebouwen, winkelpanden, kantoren en bankgebouwen
- Kantoorgebouw Le Lloyd Belge (1894), Meir 89-95, Antwerpen
- Winkelpanden De Roose en Het Peerd in de Wieg (1895), Meir 87, Antwerpen
- Warenhuis Grands Magasins Leonhard Tietz (1901), Meir 82, Antwerpen
- Kantoorgebouw Hansahuis (1901-1903) hoek Suikerrui en Ernest Van Dijckkaai, Antwerpen
- Museum Mayer van den Bergh (1901), Lange Gasthuisstraat, Antwerpen
- Winkelpand Librairie O. Forst (1903), Meir 75, Antwerpen
- Kantoorgebouw Helvetiahuis Steinmann and C° (1904), Jordaenskaai 24, Antwerpen
- Magazijn Magasins et Entrepôts Réunis La Cloche (1910), Hessenplein 2, Antwerpen
- Bankgebouw Banque Centrale Anversoise (1913), Lange Gasthuisstraat 20, Antwerpen (in samenwerking met Max Winders)[11]
- Winkelpand Tearoom Blumer (1919), Meir 6, Antwerpen
- Bankgebouw London County Westminster & Parr's Bank Limited (1919-1920), Meir 28-30, Antwerpen
- Kantoorgebouw Agence Maritime Internationale (1928-1929), Meir 1, Antwerpen (afgebroken in 2005)[19]

### Woonhuizen
- Burgerhuis in eclectische stijl (1897), Van Schoonbekestraat 30, Antwerpen[20]
- Herenhuis in beaux-artsstijl (1905), Belgiëlei 91, Antwerpen. In opdracht van bankier Edouard Thys-Cateaux, in 1937 verbouwd tot Museum Ridder Smidt van Gelder.[8]
- Burgerhuis in beaux-artsstijl (1910), Lamorinièrestraat 236, Antwerpen[21]
- Gekoppelde burgerhuizen in eclectische stijl (1910), Arthur Goemaerelei 42-46, Antwerpen. In opdracht van Henriëtte Mayer van den Bergh.[22]
- Herenhuis in neorégencestijl (1912), Frankrijklei 133, Antwerpen. In opdracht van Camille de Cauwer, eigenaar van dagblad Le Matin.[23]

### Overige werken
- Graftombe van de families Mayer-Van den Bergh en d’Udekem d’Acoz (rond 1895)[24]
- Kasteel de Sterre (rond 1900), Schuttersdreef, Kapellen. In 1955 omgebouwd tot psychiatrische kliniek en daarna afgebroken.

## Galerij

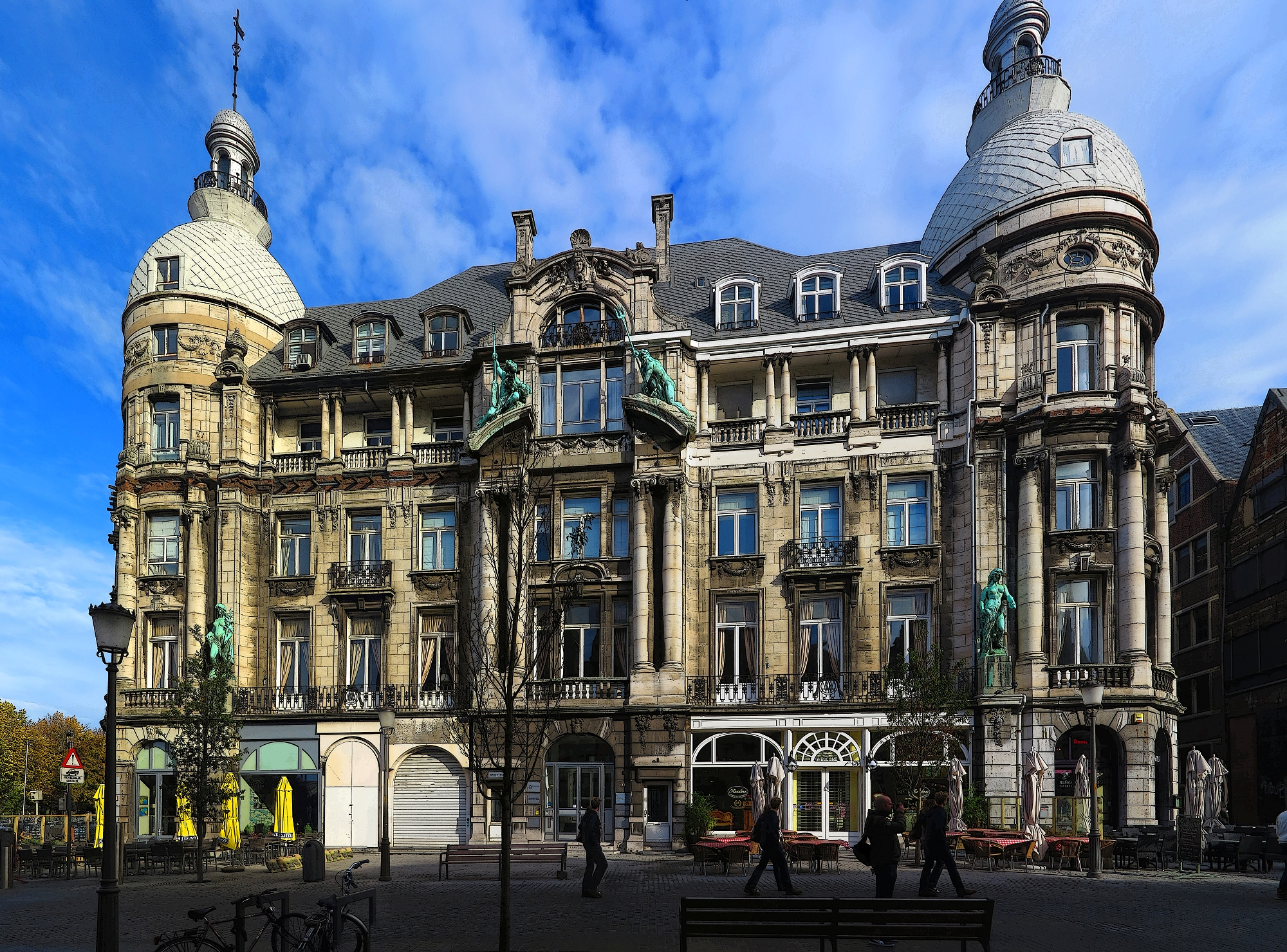
Hansahuis
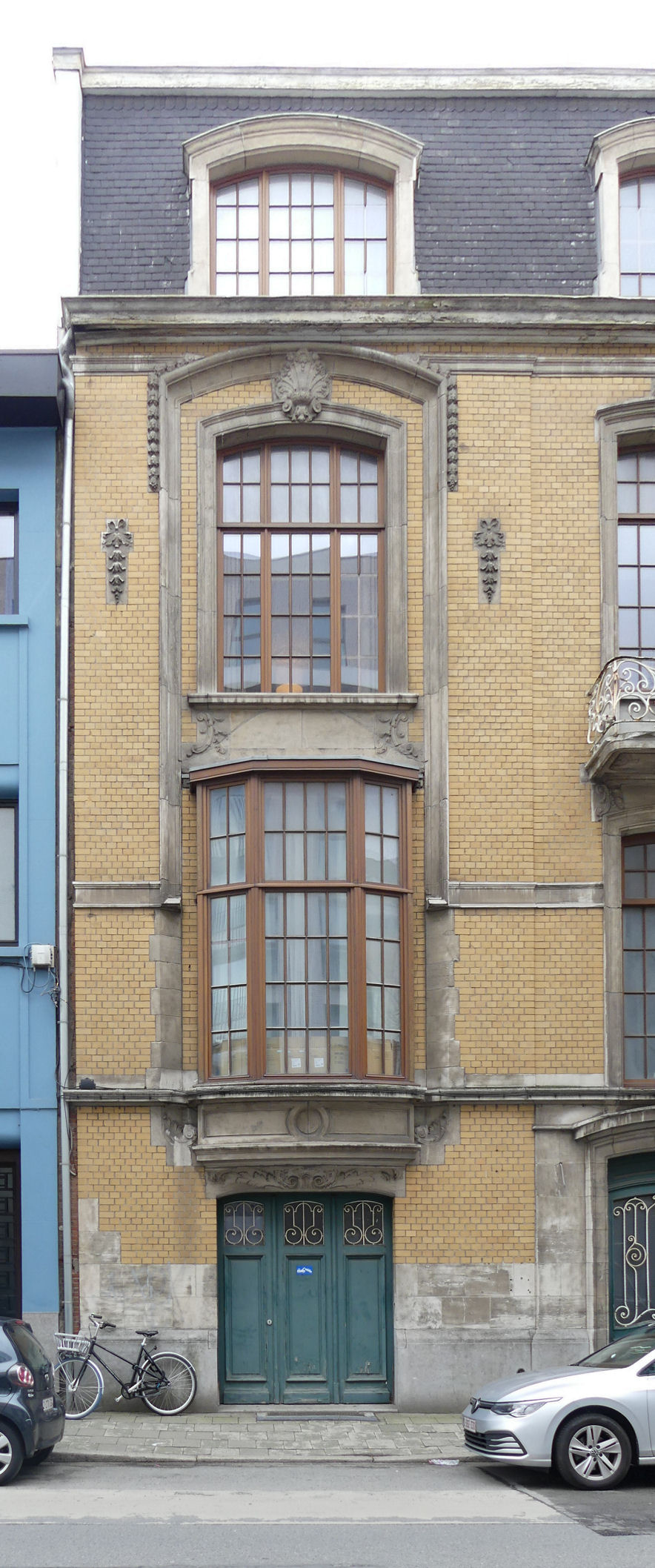
Herenhuis 'Muller' (1900)
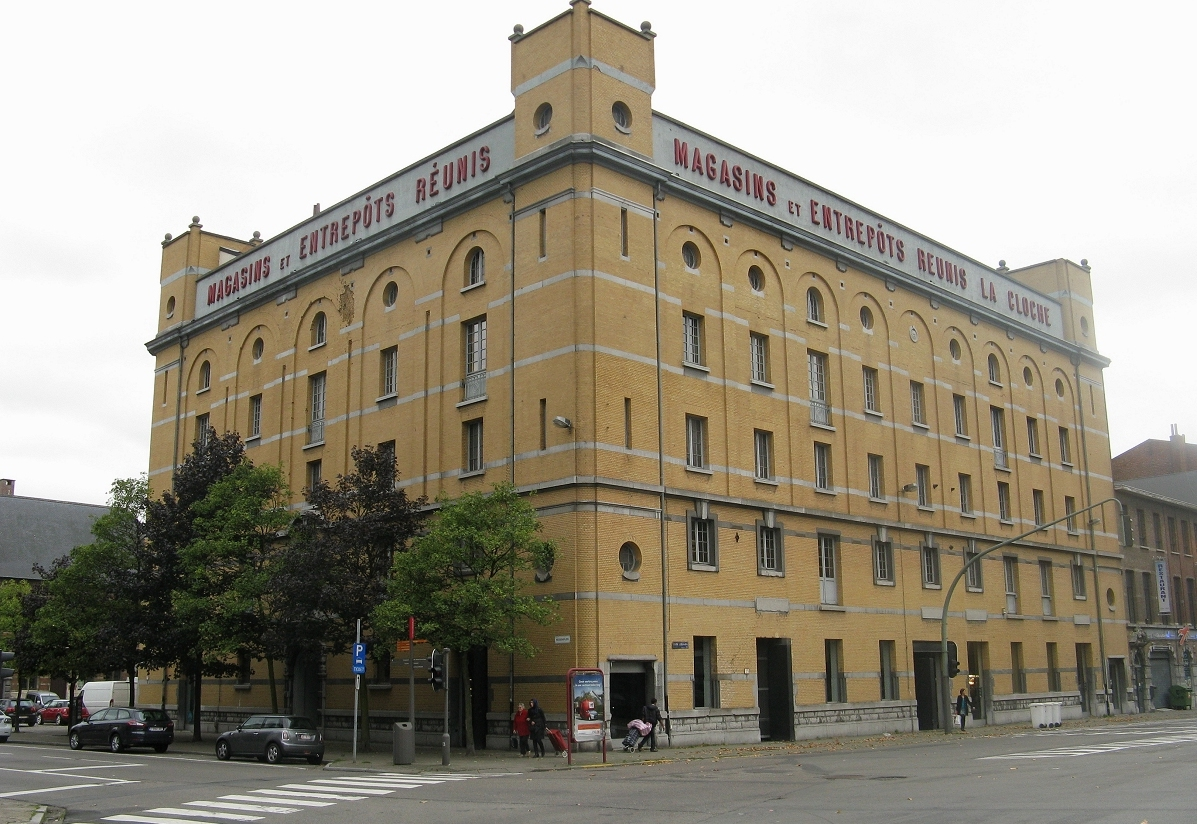
Magasins et Entrepôts Réunis La Cloche
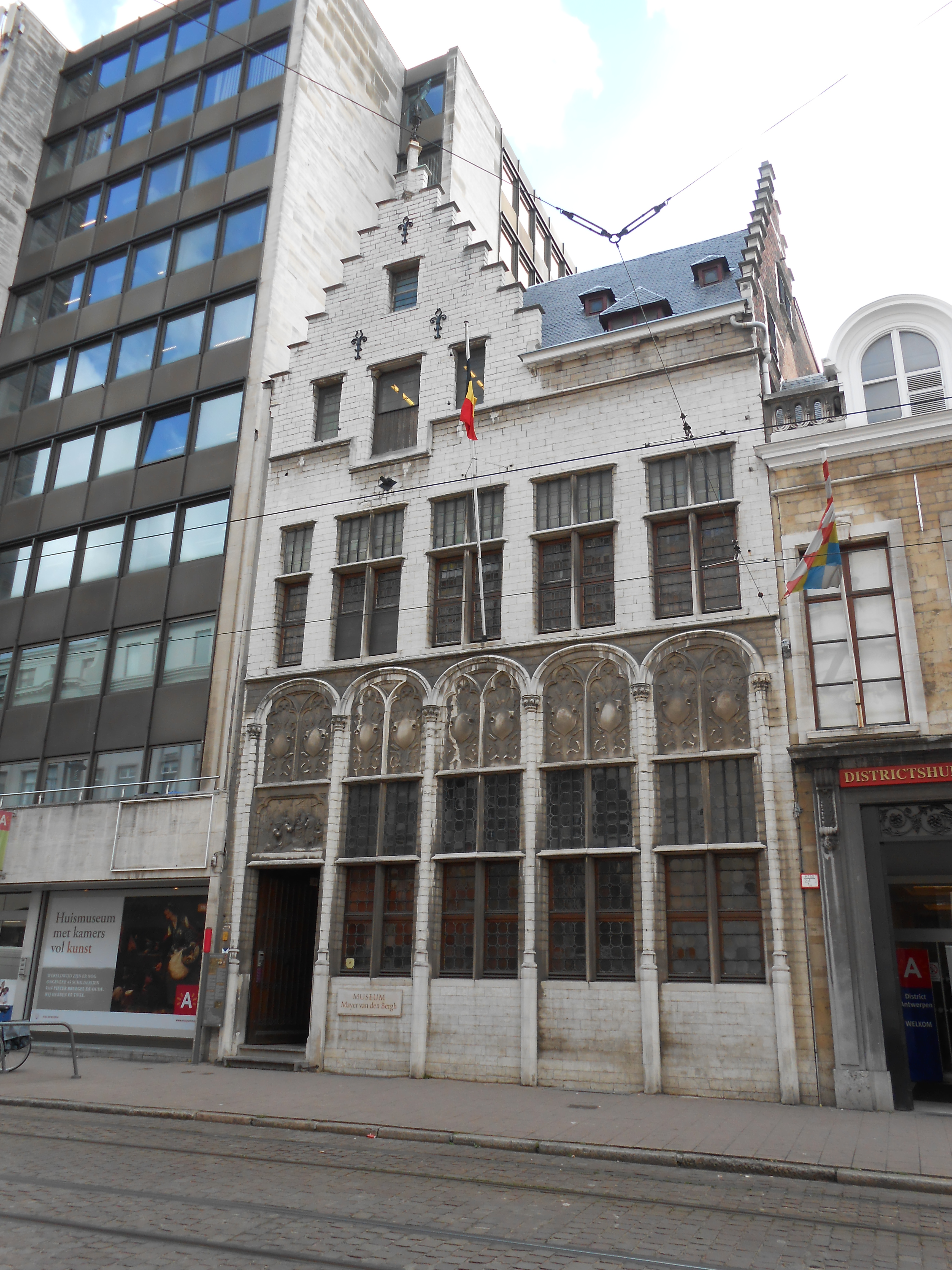
Museum Mayer van den Bergh
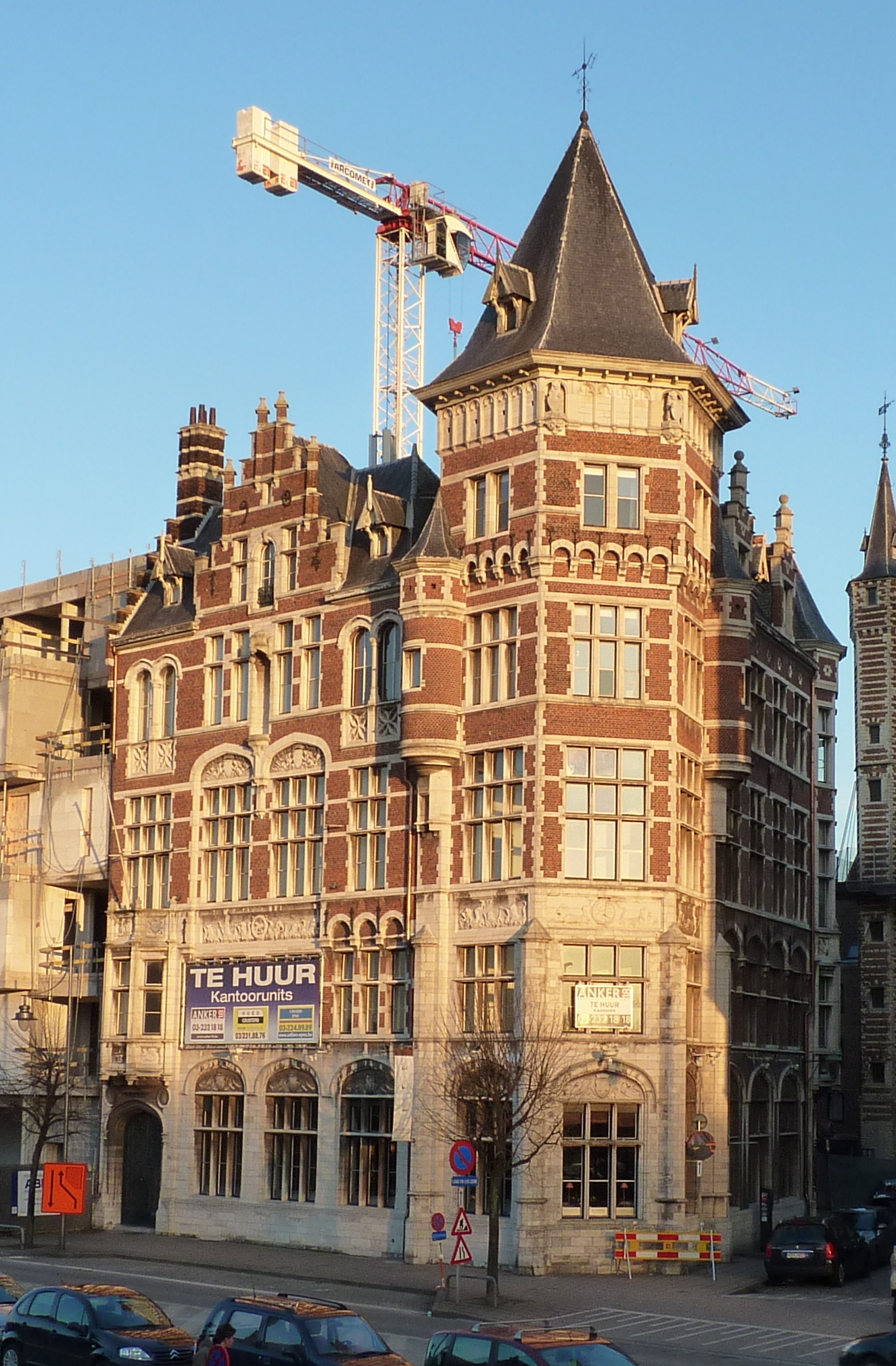
Helvetiahuis, Steinmann and C°
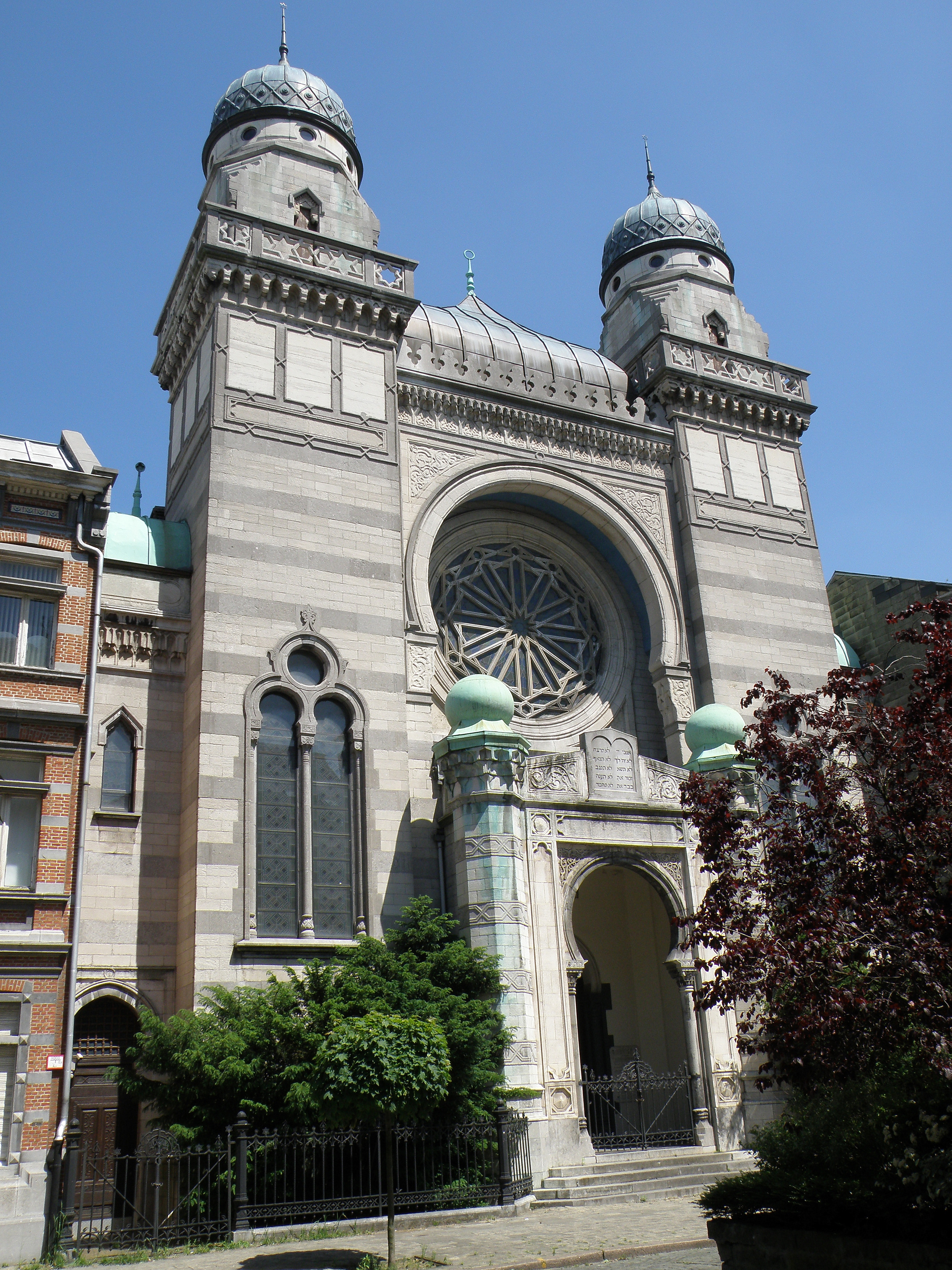
Hollandse Synagoge
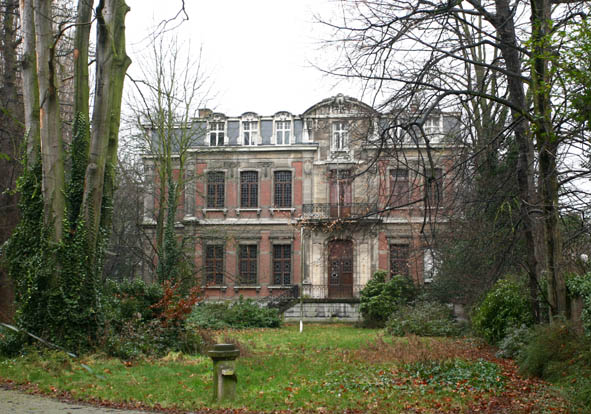
Huize Herbosch

- Nationale Bibliotheek van Israël: 987009754987705171
- Union List of Artist Names: 500238243
- Virtual International Authority File: 172583788